# AlphaTauri AT01
L'AlphaTauri AT01 è una vettura progettata dalla Scuderia AlphaTauri per disputare il Campionato mondiale di Formula 1 2020.
La monoposto, presentata il 14 febbraio 2020, segna il debutto del cambio di denominazione della scuderia faentina da Toro Rosso ad AlphaTauri.

## Livrea

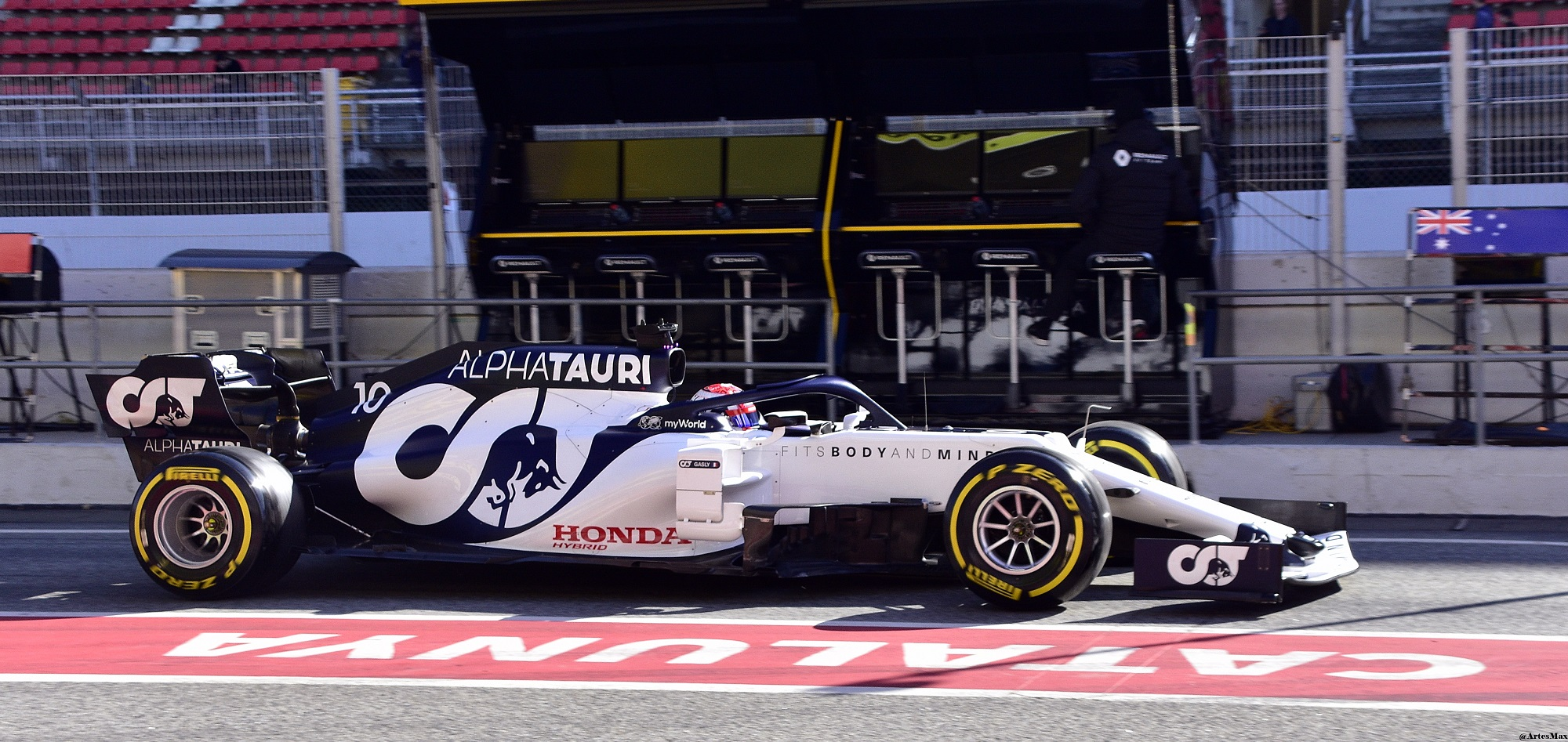
Vista laterale.

La livrea della AT01 differisce nettamente da quella delle precedenti monoposto, segnando un cambio stilistico netto rispetto alla livrea che caratterizzava la scuderia italiana dal 2017: dominano il bianco e il blu scuro, il primo prevalente nella parte anteriore della monoposto e in corrispondenza dei bargeboard, il secondo sull'Halo e sulla parte posteriore, dove è presente in grosse dimensioni il logo della casa di moda AlphaTauri, di proprietà Red Bull. Solamente il logo del motorista Honda, posto sulle fiancate in prossimità del fondo della vettura, è di colore rosso.

## Caratteristiche
Questa monoposto è l'evoluzione della STR14 dell'anno precedente, che per regolamento è stata leggermente migliorata. L'auto da corsa in questa stagione attribuisce grande importanza all'imballaggio in PU, alle sospensioni, ai sistemi elettronici e alla migliore integrazione di tutti questi sistemi. Il telaio è senza dubbio l'elemento portante dell'intera vettura, incentrato sull'unità di sopravvivenza del guidatore.
Ad essa sono collegate tutte le altre parti principali dell'auto, come il propulsore, la trasmissione, le sospensioni, la carrozzeria, i parafanghi e il fondo. Il telaio è stato progettato e costruito in modo indipendente ed è stato approvato dopo aver superato una serie di rigorosi test prestagionali. Per quanto riguarda i componenti interni dell'asse posteriore e delle sospensioni anteriori, sono arrivati dalla monoposto della casa madre Red Bull dell'anno precedente, mentre i componenti delle sospensioni e le relative leve sono stati progettati e prodotti internamente dall'AlphaTauri.
L'intero corpo dell'AlphaTauri AT01 è progettato per una migliore prestazione aerodinamica, infatti le ali e gli altri elementi sono progettati dallo stesso team di Faenza, valutati dalla galleria del vento e realizzati in fibra di carbonio all'interno. Nel 2020, gli ingegneri hanno acquisito maggiore libertà nella progettazione delle auto sin dall'inizio per evitare aggiornamenti nella stagione in corso, visto che gli aggiornamenti di solito comportano solo costi e miglioramenti che potrebbero non servire.

## Carriera agonistica

### Test
I piloti chiamati a guidare la vettura durante le sei differenti giornate di test sono i due piloti titolari per la stagione, Pierre Gasly e Daniil Kvjat. La monoposto si dimostra fin da subito molto buona, con i piloti che oltre a completare numerosi giri, dimostrando l'affidabilità della Power Unit Honda, si inseriscono spesso nella parte alta del tabellone dei tempi. La prima giornata si conclude con Lewis Hamilton davanti a tutti, con il pilota russo Kvjat che si piazza al quinto posto con un tempo di 1'17"698	su gomme medie C3. La seconda giornata riconferma la monoposto al quinto posto, con il francese Gasly che fa segnare un 1'18"121 con gomme dure C2. La terza ultima giornata della prima sessione di test vede i due piloti alternarsi alla guida, con Kvjat che conferma nuovamente il quinto posto, mentre Gasly si piazza al nono posto. La seconda sessione si apre con un'altra alternanza tra i due piloti, che concludono al quarto ed al quinto posto, con il russo che si pone davanti di pochi centesimi nonostante gomme di una mescola più dura.  La seconda giornata vede Gasly al secondo posto con un tempo di 1'17"066 con gomma morbida C5, a circa due decimi da Sebastian Vettel. L'ultima giornata si conclude con Kvjat che si piazza al decimo posto.

### Stagione

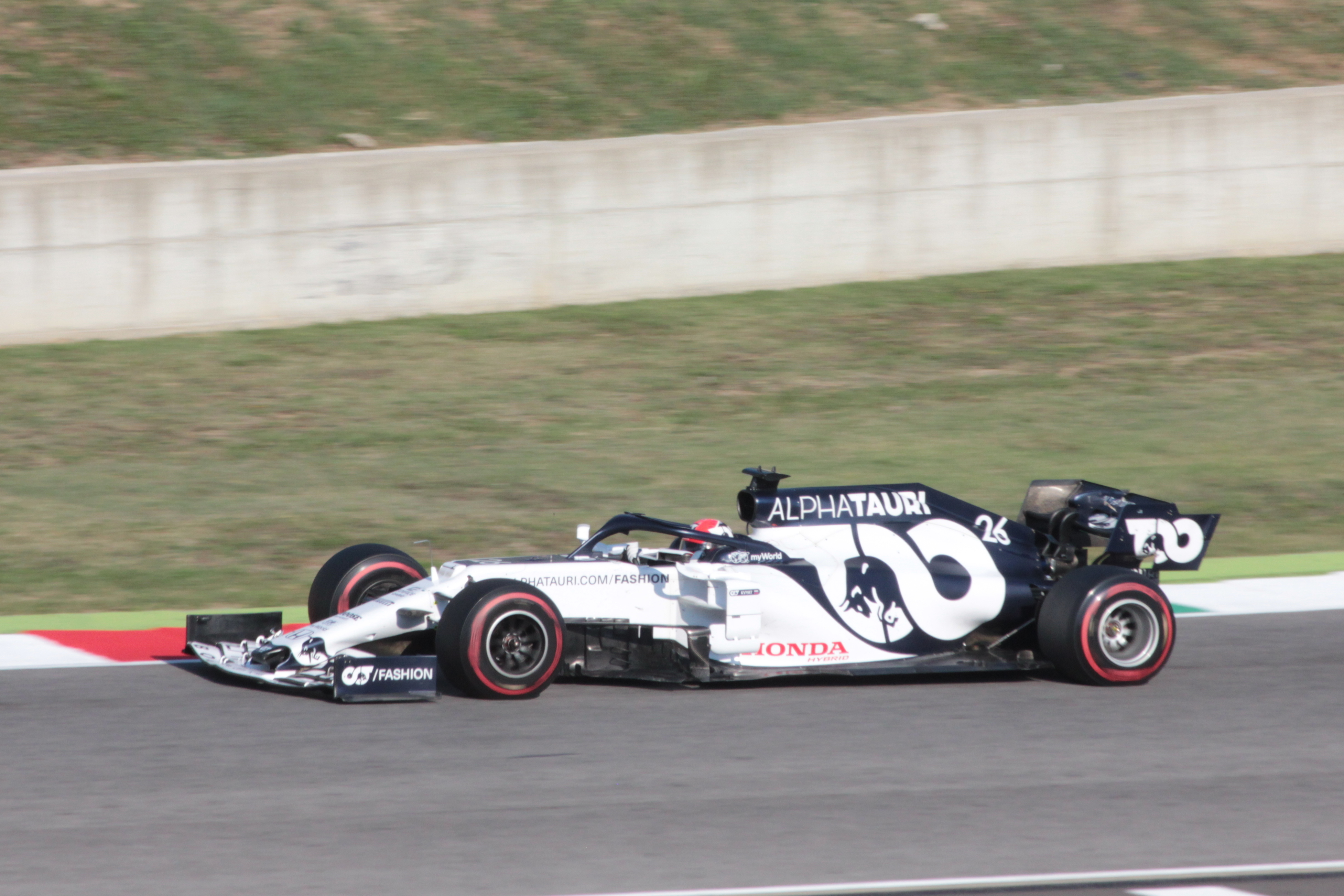
Daniil Kvyat affronta la seconda Arrabbiata del Mugello durante il Gran Premio della Toscana 2020

La vettura conferma le prime impressioni che si erano avute durante i test: la stagione parte con un settimo posto di Pierre Gasly nel Gran Premio d'Austria, seguito dal decimo posto di Daniil Kvjat nel Gran Premio di Stiria, svoltosi sullo stesso circuito. La scuderia torna a punti, dopo essere rimasti a digiuno durante il Gran Premio d'Ungheria, con Gasly in Gran Bretagna, nuovamente con un settimo posto, mentre Kvjat arriva nuovamente decimo nel successivo Gran Premio del 70º anniversario, svoltosi anche in questo caso sul medesimo circuito. Nelle seguenti due gare Gasly fa segnare altri punti, con un nono e un ottavo posto rispettivamente in Spagna e Belgio. La svolta si ha nel Gran Premio casalingo di Monza: una bandiera rossa causata da un brutto incidente di Charles Leclerc alla curva Parabolica permette a Gasly, scattato decimo in griglia, di occupare alla nuova ripartenza la terza piazza. Superato Lance Stroll in partenza e ritrovatosi secondo, il francese arriva a condurre la gara a causa di uno stop and go di dieci secondi scontato da Lewis Hamilton: il pilota britannico era rientrato ai box mentre la pit lane era stata chiusa dalla commissione gara a causa della Haas di Kevin Magnussen parcheggiata poco prima dell'entrata della corsia dei box per un problema tecnico. Il francese riuscirà a resistere agli attacchi della McLaren di Carlos Sainz Jr. e otterrà la sua prima vittoria in Formula 1; per la squadra faentina è il secondo successo della sua storia, arrivato sulla stessa pista dove dodici anni prima, ancora sotto le insegne Toro Rosso, aveva colto l'unico precedente con Sebastian Vettel. Kvjat chiude al nono posto.
Lo stesso Kvjat conclude settimo nel Gran Premio di Toscana e ottavo nel suo Gran Premio di casa, precedendo Gasly che chiude nono. All'Eifel e in Portogallo Gasly porta altri punti importanti alla squadra, con un sesto e un quinto posto. L'AlphaTauri disputa le sue migliori qualifiche stagionali alla sua terza gara casalinga: Gasly si qualifica quarto, mentre Kvjat accede per la prima volta in stagione alla Q3 e si piazza ottavo; in gara, mentre il francese verrà fermato da un problema idraulico durante l'ottava tornata, il russo otterrà il suo miglior piazzamento della stagione, un quarto posto, contrassegnato da un sorpasso alla Piratella sulla Ferrari di Leclerc, che chiude quinto. Dopo una gara senza punti in Turchia, nelle successive due gare arriveranno un sesto posto in Bahrein con Gasly, un settimo di Kvjat sempre in Bahrein, ma sulla configurazione Outer Circuit di Sakhir, al debutto in calendario. La stagione si conclude con un ottavo posto di Gasly a Yas Marina.
Nonostante il bottino finale di punti, 107, sia il migliore fin lì ottenuto nella storia della scuderia, il team si classifica in settima posizione, risultato superato dai sesti posti della stagione 2008 e dell'anno precedente. Gasly si piazza al decimo posto della classifica piloti con 75 punti, come Stroll, che però precede per migliori piazzamenti, mentre Kvjat, al suo ultimo anno in Formula 1, al quattordicesimo posto con 32 punti, uno in meno del quattro volte campione del mondo Vettel.

## Piloti
| Piloti ufficiali   | Piloti ufficiali    | Piloti ufficiali    |
| Nazione            | Nome                | Numero              |
| ------------------ | ------------------- | ------------------- |
| Russia (bandiera)  | Daniil Kvjat        | 26                  |
| Francia (bandiera) | Pierre Gasly        | 10                  |
| Piloti di riserva  |                     |                     |
| Nazione            | Nome                | Nome                |
| Brasile (bandiera) | Sérgio Sette Câmara | Sérgio Sette Câmara |
| Estonia (bandiera) | Jüri Vips           | Jüri Vips           |

## Risultati in Formula 1
| Anno | Team                      | Motore | Gomme | Piloti |    |    |     |     |    |    |    |   |     |   |    |    |     |    |    |    |    | Punti | Pos. |
| ---- | ------------------------- | ------ | ----- | ------ | -- | -- | --- | --- | -- | -- | -- | - | --- | - | -- | -- | --- | -- | -- | -- | -- | ----- | ---- |
| 2020 | Scuderia AlphaTauri Honda | Honda  | P     | Kvjat  | 12 | 10 | 12  | Rit | 10 | 12 | 11 | 9 | 7   | 8 | 15 | 19 | 4   | 12 | 11 | 7  | 11 | 107   | 7º   |
| 2020 | Scuderia AlphaTauri Honda | Honda  | P     | Gasly  | 7  | 15 | Rit | 7   | 11 | 9  | 8  | 1 | Rit | 9 | 6  | 5  | Rit | 13 | 6  | 11 | 8  | 107   | 7º   |

| Legenda | 1º posto     | 2º posto | 3º posto    | A punti         | Senza punti/Non class.  | Grassetto – Pole position Corsivo – Giro più veloce |
| Legenda | Squalificato | Ritirato | Non partito | Non qualificato | Solo prove/Terzo pilota | Grassetto – Pole position Corsivo – Giro più veloce |